# Hendrik van Beeck Vollenhoven
Hendrik van Beeck Vollenhoven (Amsterdam, 7 april 1811 - aldaar, 1 augustus 1871) was een Nederlands politicus.
Van Beeck Vollenhoven was een Amsterdamse koopman die voor en na 1848 tot de gematigd liberalen behoorde. Hij was opgeleid tot arts, maar kon dat beroep vanwege zijn gezondheid niet uitoefenen en werd toen firmant van het familiebedrijf (een bierbrouwerij). Hij kwam in 1847 voor Noord-Holland in de Tweede Kamer en steunde de Grondwetsherziening van 1848. Vanaf 1849 had hij zitting in de Eerste Kamer en in 1870 werd hij daarvan voorzitter. Hij bleef dit tot zijn dood in augustus 1871.
- Biografisch Portaal: 06824183
- Digitale Bibliotheek voor de Nederlandse Letteren: beec026
- International Standard Name Identifier: 0000 0003 9070 9795
- Nederlandse Thesaurus van Auteursnamen: 071069569
- Parlement.com: vg09lkxshnwq
- Virtual International Authority File: 284366650
- WorldCat: E39PBJc3Ckkp76QRBPMHHph4MP